# Вайгин, Константин Геннадьевич
Константин Геннадьевич Вайгин (15 августа 1964, Мончегорск, Мурманская область — 5 ноября 2021) — советский биатлонист, белорусский тренер по биатлону. Победитель и призёр зимней Универсиады (1989), участник Кубка мира, неоднократный призёр чемпионатов СССР. Мастер спорта СССР международного класса (1986). Заслуженный тренер Республики Беларусь.

## Биография
В детстве занимался лыжными гонками в ДЮСШ г. Мончегорска у тренера Валентина Александровича Борзова, с 15-ти лет учился в спортинтернате г. Витебска. Выступал за спортивное общество «Динамо», позднее — за общество «Профсоюзы», представлял город Минск.
На чемпионате мира среди юниоров 1984 года стал серебряным призёром в спринте, уступив соотечественнику Сергею Антонову, а в эстафете вместе с Антоновым и Павлом Антиповым выиграл золотые медали.
В составе сборной СССР участвовал в Кубке мира в сезоне 1985/86. На этапе в Антерсельве в январе 1986 года одержал победу в эстафете, выступая за второй состав сборной вместе с Александром Поповым, Валерием Медведцевым и Дмитрием Васильевым, на следующем этапе в Австрии выиграл серебряные медали в эстафете.
На чемпионатах СССР дважды выигрывал серебряные медали в эстафетах в составе сборной общества «Динамо», в 1985 и 1987 годах. В 1989 году стал бронзовым призёром первой в истории чемпионатов СССР командной гонки в составе сборной общества «Профсоюзы».
В 1989 году участвовал в зимней Универсиаде в Софии. В спринте стал серебряным призёром, а в эстафете сборная СССР одержала победу.
В конце 1980-х годов завершил спортивную карьеру из-за проблем со здоровьем и перешёл на тренерскую работу. Был тренером ДСО «Профсоюзы» (Минск). В дальнейшем входил в тренерский штаб сборной Беларуси, в 1999—2001 годах работал в Польше вместе с Юрием Альберсом, затем вернулся в сборную Беларуси. В середине 2000-х годов работал в команде Украины, тренировал мужскую сборную и свою супругу Лилию Ефремову.
В 2010 году возглавил сборную Псковской области, сменив на этом посту своего умершего брата Владимира Вайгина. Был личным тренером Анастасии Калины, по его рекомендации спортсменка перешла в 2013 году в сборную Беларуси. С 2015 года возглавлял сборную Забайкальского края. Тренировал сестёр Анастасию и Ольгу Калину, неоднократного чемпиона Европы по летнему биатлону Виталия Кабардина, чемпиона России среди юниоров Антона Свотина.
Скончался 5 ноября 2021 года.

## Личная жизнь
Одним из браков был женат на биатлонистке, серебряной призёрке Олимпиады-2006 Лилии Вайгиной-Ефремовой, был её личным тренером и вместе с ней в 2003 году перешёл из сборной Беларуси в сборную Украины.
Согласно личной страничке в соцсети, имеет семерых детей.

## Награды
- Заслуженный тренер Республики Беларусь.
- Заслуженный работник физической культуры и спорта Украины (16 марта 2006 года) — за достижение высоких спортивных результатов, подготовку призёров XX зимних Олимпийских игр в г. Турине (Итальянская Республика), поднятие международного престижа Украины[16].